# Kontrashibuna Lake
Der Kontrashibuna Lake ist ein See im Südwesten Alaskas.
Der 20,6 km² große und 22,3 km lange See liegt im Lake-Clark-Nationalpark, 8 km östlich von der am Ostufer des Lake Clark gelegenen Ortschaft Port Alsworth. Der Tanalian River entwässert den 140 m hoch gelegenen See an dessen westlichem Ende zum Lake Clark. In den maximal 1,5 km breiten See münden mehrere gletschergespeiste Bäche, die in den Chigmit Mountains entspringen. 

## Tourismus
Der Kontrashibuna Lake ist entweder zu Fuß von Port Alsworth aus oder direkt per Wasserflugzeug erreichbar. Das Gebiet wird von Braun- und Schwarzbären frequentiert.

## Ökologie
Untersuchungen an Amerikanischen Seesaiblingen im Kontrashibuna Lake sowie in den nahe gelegenen Seen Lake Clark und Telaquana Lake lieferten erhöhte Quecksilberwerte.